# Gagraun
Gagraun és una vila de Rajasthan, a l'antic estat de Kotah districte de Kanwas, avui districte de Kotah, a la unió entre els rius Ahu i Kali Sind a uns 3 km al nord-est del chhaoni de Jhalrapatan i 72 km al sud-est de Kotah (ciutat).
Era una de les fortaleses principals de Rajputana i l'haurien construït els rages doda rajputs, que van dominar la zona fins al final del segle xii quan la van perdre davant els khichi chauhans; un segle després aquestos, dirigits pel raja Jet Singh van resistir el setge d'Ala al-Din Muhammad Shah I Khalji (1296-1316) el 1300. Sota el raja Achaldas (1428) va passar a Hoshang Shah de Malwa. El 1519 els historiadors musulmans esmenten a Bhim Karan com a governant del lloc; aquest Bhim fou atacat per Mahmud Khalji, i fou fet presoner i executat, però poc després aquest Mahmud fou derrotat per Rana Sangrani Singh de Mewar, i els rajputs van conservar el poder a la fortalesa i la seva regió fins al 1532 quan Bahadur Shah de Gujarat la va conquerir.
Trenta anys després Akbar el Gran, en el seu camí cap a Malwa, va passar per la fortalesa i va ordenar la seva conquesta però el comandant es va sotmetre immediatament i va presentar un tribut que va complaure a l'emperador. Amb la seva organització administrativa esmentada a l'Ain-i-Akbar, Gagraun és esmentada com un dels sarkars o districtes de la suba de Malwa. Va restar dins l'Imperi Mogol fins al segle xviii quan fou concedida a Maharao Bhim Singh de Kotah; el regent de Kotah, Zalim Singh, la va restaurar la fortalesa i la va reforçar.
La fortalesa estava separada del poble per una alta muralla, i per una rasa fonda excavada a la roca (creuada per un pont). La població de la vila el 1901 era de només 601 habitants. A uns 18 km al sud-est la vila de Mau, abans una gran ciutat i capital dels rajputs khichis, que fou substituïda segurament com a capital per Chandravati al segle xiii. A l'oest de la fortalesa hi ha un palau atribuït popularment a Prithwi Raj Chauhan, però realment una edificació musulmana datada segons una inscripció el 1711.